# محيط تيثس القديم

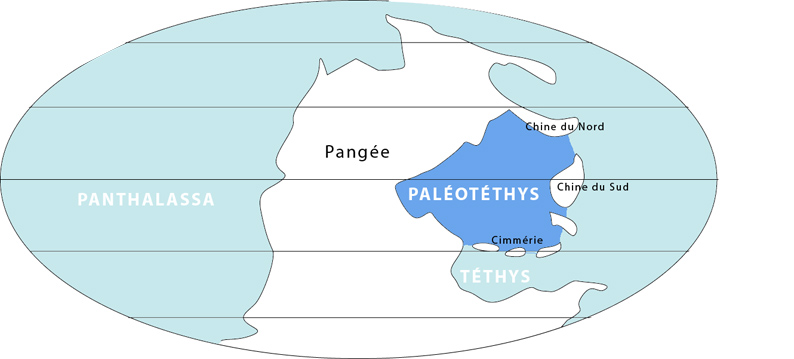
موقع المحيط تيثس القديم قبل حوالي 280 مليون سنة.

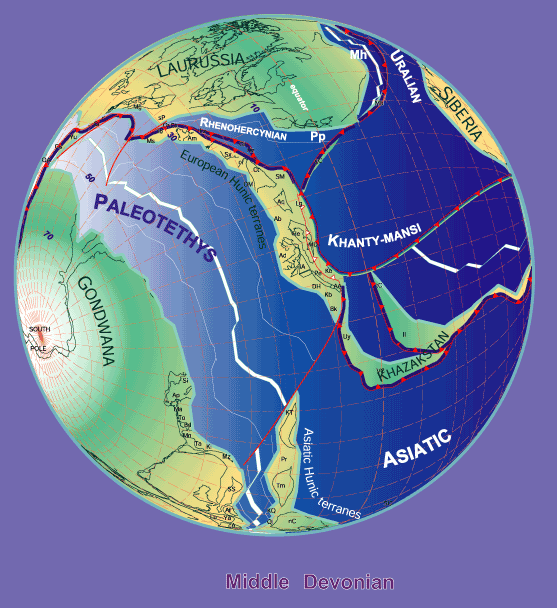

محيط تيثس القديم (بالإنجليزية: Paleo-Tethys Ocean)‏ يقع على طول الحافة الشمالية من القارة القديمة غندوانا الذي بدأ بالانفتاح خلال فترة الكامبري الأوسط، وزاد حجمه خلال حقبة الحياة القديمة، وبالأخير أنغلق خلال العصر الثلاثي المتأخر؛ استغرق وجوده حوالي 400 مليون سنة.